# أيونومير

الأيونومير أو البوليمير الأيوني هو بوليمير يتكون من وحدات متكررة متعادلة كهربياً، وجزء لا يتعدى 15 % من الوحدات الأيونية.